# Escobedia laevis
Escobedia laevis är en snyltrotsväxtart som beskrevs av Adelbert von Chamisso och Schltdl.. Escobedia laevis ingår i släktet Escobedia och familjen snyltrotsväxter. Inga underarter finns listade i Catalogue of Life.